# Abertura piriforme
Abertura piriforme é a região da face onde fica a cartilagem que separa as duas metades da cavidade nasal.